# Vincent Fustér
Vincent Fustér, (en espagnol : Vicente Fustér[Quoi ?]) (Né en Espagne - Mission San Juan Capistrano, Mexique, 8 septembre 1800) est un missionnaire espagnol franciscain du XVIIIe siècle envoyé au Nouvelle-Espagne. 

## Biographie
Membre de la Province franciscaine de Cantabrie en Espagne, arrivé au Mexique à la fin des années 1760 il fait partie des vingt franciscains qui quittent le Collège missionnaire de San Fernando de Mexico en octobre 1770 pour se rendre dans les missions espagnoles de Basse-Californie. Le 24 novembre 1771, il est affecté à la mission de Loreto avec quatorze de ses frères. Il y reste deux années. À l'été 1773, les franciscains décident de céder toutes leurs missions de la péninsule aux dominicains. Il se porte alors volontaire pour rejoindre les missions franciscaines de la Haute-Californie nouvellement fondées. Il est d'abord affecté à la Mission San Diego de Alcalá. En juillet 1774, il rejoint la Mission San Gabriel Arcángel (en). En 1779 il succède à Grégoire Amúrrio comme responsable de la Mission San Juan Capistrano. Il y reste huit ans avant d'accompagner Joseph Arroita pour renforcer l'équipe missionnaire de la Mission La Purísima Concepción (en). Il y reste deux ans avant de retourner à San Juan Capistrano où il reste jusqu'à sa mort.